# دلتای دانوب
دلتای دانوب (رومانیایی: Delta Dunării) دومین دلتای رودخانه‌ای بزرگ در اروپا پس از دلتای ولگا و محافظت‌شده‌ترین دلتا در این قاره است. بخش اعظم دلتای دانوب در شهرستان تولچا در کشور رومانی واقع شده است در حالی‌که بخش شمالی آن در استان اودسای اوکراین قرار دارد. دلتای دانوب جایی تشکیل شده که رود دانوب به دریای سیاه می‏‌ریزد و مساحت آن حدود ۴٬۱۵۲ کیلومتر مربع است که ۳٬۴۴۶ کیلومتر مربع از آن در رومانی قرار دارد. مساحت کلی دلتای دانوب با احتساب تالاب‌های دریاچه رازلم که در جنوب دلتای اصلی قرار دارد به ۵٬۱۶۵ کیلومتر مربع می‌رسد. مجموعه تالاب‌های رازیم-سینوئه از نظر بوم‌شناختی و زمین‌شناختی به دلتای دانوب وابسته بوده و در فهرست میزاث جهانی یونسکو به ثبت رسیده است.